# Telenor Denmark

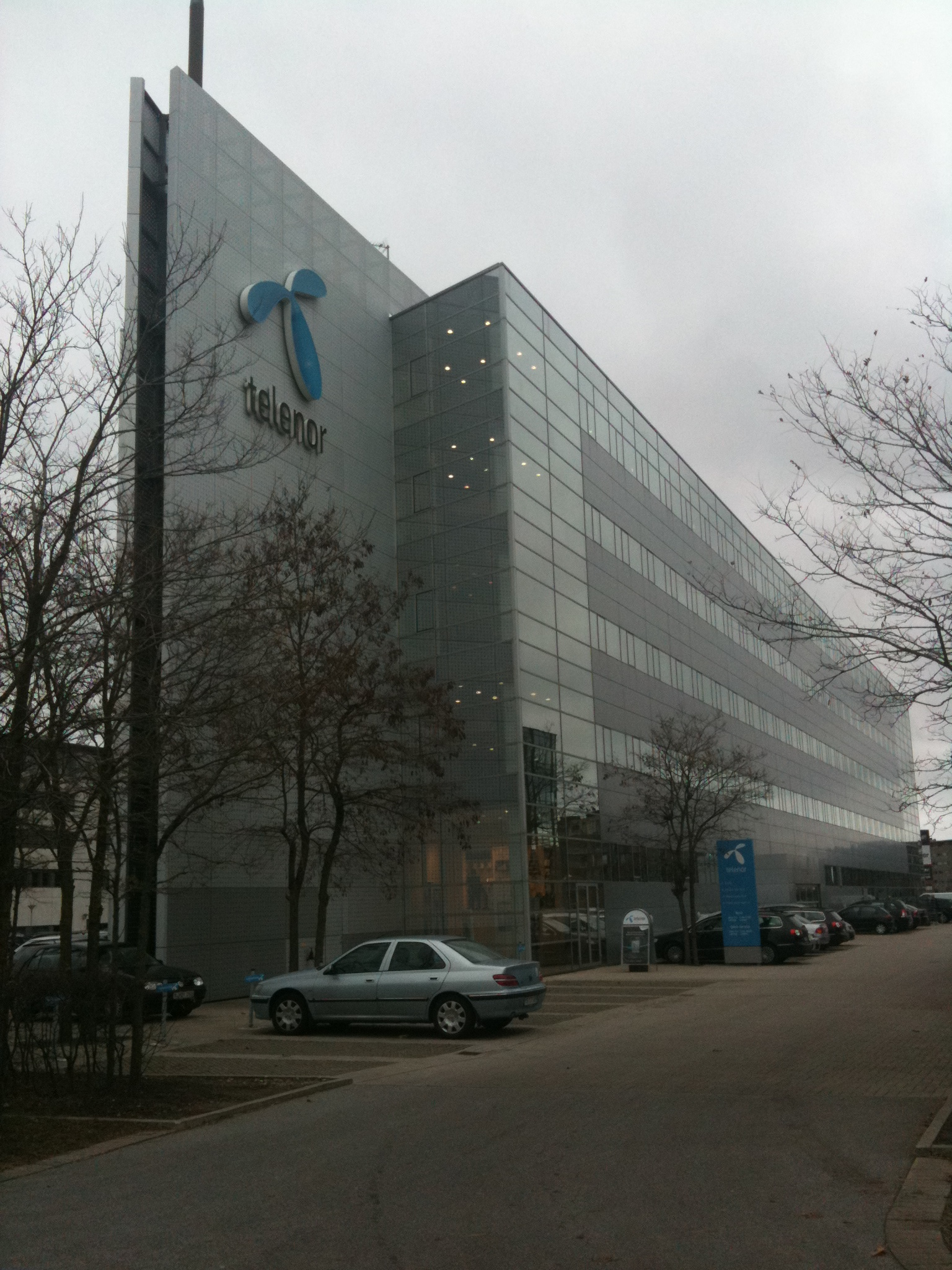
Штаб-квартира

Telenor Denmark (до 15 июня 2009 известен как Sonofon, Cybercity, Tele2) — один из ведущих мобильных операторов и интернет-провайдеров Дании. Входит в состав норвежской телекоммуникационной компании Telenor. Telenor предоставляет услуги широкополосного доступа в интернет, интернет-телефонии и мобильной связи. Количество DSL-клиентов составляет около 200 тысяч. В компании работает более 400 человек.
В мае 2007 года Telenor объявила о покупке датских операций конкурирующего интернет-провайдера Tele2, причем датская комиссия по монополиям одобрила покупку (позже об одобрении было объявлено в прессе, в настоящее время это основной пресс-релиз).